# ماکسیم روی
ماکسیم روی (انگلیسی: Maxim Roy؛ زادهٔ ۷ مارس ۱۹۷۲) یک هنرپیشه، و تهیه‌کننده اهل کانادا است.